# استادان دانشگاه و فرهنگیان بازداشت‌شده خیزش ۱۴۰۱ ایران
استادان دانشگاه و فرهنگیان (آموزگاران و دبیران) بازداشت‌شده در خیزش ۱۴۰۱ ایران، گروهی از بازداشت‌شدگان به دست جمهوری اسلامی هستند.

## آغاز موج بازداشت‌ها در خیزش ۱۴۰۱
مأموران امنیتی جمهوری اسلامی از ماه شهریور و در جریان خیزش ۱۴۰۱ ایران شمار قابل توجهی از معترضان، همچون: فعالان دانشگاهی، مدنی، روزنامه‌نگار، نویسنده و هنرمند… را بازداشت کردند.

## برخی از دستگیرشدگان

### استادان دانشگاه
- داریوش فرهود؛ پدر علم ژنتیک ایران و ۸۵ ساله، در ۸ آبان ۱۴۰۱ از جلوی در منزلش ربوده شد. پروفسور فرهود، پیش‌تر، از طرح مجلس برای منع غربالگری جنین و جلوگیری از سقطهای قانونی را خلاف حقوق بشر و کرامت انسانی و نیز بازگشت به ۲۰۰ سال پیش، توصیف کرده بود.[۲۷]
- فاطمه مشهدی‌عباس؛ دندان‌پزشک و استاد تمام دانشگاه بهشتی، در ۲۷ مهر ۱۴۰۱ به دست نیروهای امنیتی دستگیر شده و به زندان اوین منتقل شد.[۲۸]

### فرهنگیان
- سوران (اسکندر) لطفی؛ معلم و سخنگوی شورای هماهنگی تشکل‌های صنفی فرهنگیان ایران، در ۱۶ مهر ۱۴۰۱، پس از شکسته‌شدن در و پنجره خانه‌اش به دست مأموران امنیتی بازداشت شد.[۲۹]
- مسعود نیک‌خواه؛ معلم و عضو انجمن صنفی معلمان کردستان (مریوان) از سوی وزارت اطلاعات دستگیر شد.[۳۰]
- شعبان محمدی؛ عضو دیگر انجمن معلمان کردستان (مریوان) توسط وزارت اطلاعات بازداشت شد. وی در گذشته نیز در زندان اوین و بازداشتگاه‌های سنندج و مریوان، بیش از ۵ ماه، زیر بازجویی نیروهای امنیتی بود.[۳۱]

## برخی از ممنوع‌شدگان
- شمسی عباس‌علی‌زاده؛ پزشک و استاد گروه زنان دانشگاه علوم پزشکی تبریز، در حکمی به دلیل پشتیبانی از دانشجویان و اعتراضاتشان و نیز حضور در تجمعی پس از درگذشت آیلار حقی، از حضور در دانشگاه و فعالیت‌های آموزشی منع شد.[۳۲]
- ابراهیم سلیمی کوچی[۳۳]؛ استاد برجسته ادبیات تطبیقی، نویسنده و برنده جایزه‌ی جهانی «ایکساد»[۳۴] در سال 2022 به دلیل حمایت از دانشجویان معترض از دانشگاه اخراج گردید.[۳۵]
- زینب مولایی‌راد؛ مادر کیان پیرفلک، از حضور در مدرسه منع شده و تمام فعالیت‌های آموزشی‌اش تعلیق شد.[۳۶]

## واکنش‌ها
- شورای هماهنگی تشکل‌های صنفی فرهنگیان ایران در ۱۲ آبان ۱۴۰۱ و در بیانیه‌ای، بازداشت معلمان توسط جمهوری اسلامی را محکوم کرد.[۳۷]
- بیش از ۵۰۰ دندان‌پزشک در ایران با امضای بیانیه‌ای خواهان آزادی فوری و بدون قید و شرط فاطمه مشهدی‌عباس شدند.[۳۸]

## آمار کلی
موج بازداشت معترضان با گسترده‌تر شدن دامنه اعتراضات آغاز شد. از سرنوشت بسیاری از بازداشت‌شدگان خیزش ۱۴۰۱ اطلاعات دقیقی در دست نیست؛ ولی بنا به گزارش بعضی منابع رسمی (تا پاییز ۱۴۰۱) علاوه بر زخمی شدن بیش از ۸٫۰۰۰ هزار نفر (آمار فقط یک استان)، دست‌کم ۶۰٫۰۰۰ تن نیز دستگیر شدند.

## بازداشت استادان دانشگاه در سالگرد خیزش ۱۴۰۱
به گزارش خبرگزاری هرانا حکومت جمهوری اسلامی برای جلوگیری از برگزاری سالگرد کشته‌شدن مهسا امینی (و خیزش ۱۴۰۱ ایران) و پیشگیری از احتمال بروز اعتراضات، دست‌کم ۲۹۲ معترض و فعال مدنی را در سراسر ایران بازداشت کرده و نیز بیش از ۳٫۱۲۶ دانشجو و ۳۱ استاد دانشگاه را به‌دلیل همراهی با اعتصابات و تظاهرات مسالمت‌آمیز در یک‌سال اخیر، با روش‌های مختلفی همچون: احضار، ممنوعیت از ورود به دانشگاه، محرومیت از تحصیل و اخراج، تنبیه کرد.